# Hadrokirus
Hadrokirus es un género monotípico extinto de pinípedo cuyos fósiles se han descubierto en Perú; vivió hace unos 6 millones de años, en el Mioceno. Se encontró en la Formación Pisco. 
Este género se caracteriza por tener unos dientes muy robustos, de ahí su nombre científico (hadros, robusto en griego; kiru, diente en quechua). Se cree que Hadrokirus martini era durófago, su dieta probablemente se componía de crustáceos, pequeños bivalvos y otros animales duros, como se ve por ejemplo en la actual nutria marina. Las focas más próximas a Hadrokirus martini son los Lobodontini (focas de la Antártida).